# Anatoli Demidow di San Donato

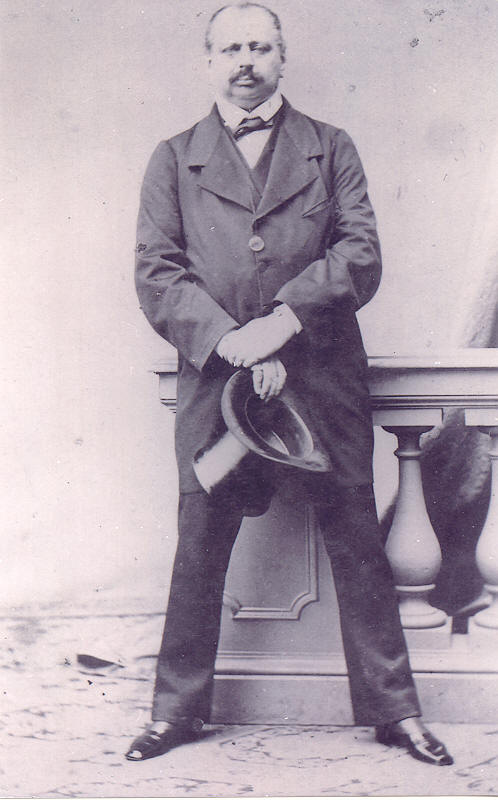
Anatoli Demidow

Anatoli Nikołajewicz Demidow di San Donato, hrabia rosyjski, od 1840 książę toskański Demidoff di San Donato (ur. 5 kwietnia 1813, Petersburg, zm. 29 kwietnia 1870, Paryż) – geograf, mecenas sztuki, mąż księżniczki Matyldy Bonaparte, kuzynki Napoleona III.

## Życiorys
Anatoli Demidow pochodził z niezmiernie bogatej rodziny przemysłowców, która zaczęła swą karierę w Tule za czasów imperatora Piotra I. Posiadała kopalnie, fabryki zbrojeniowe i olbrzymie majątki ziemskie na Uralu. Anatoli był synem wybitnego dyplomaty rosyjskiego hr. Mikołaja Nikiticza Demidowa (1773–1828) i Elżbiety Aleksandrowny Stroganowej (1779–1818). Wychowywany był w Paryżu, gdzie już we wczesnej młodości zaprzyjaźnił się z wybitnymi malarzami szkoły romantyzmu, jak Paul Delaroche i Eugène Delacroix, których wspierał finansowo.
Po wczesnej śmierci ojca odziedziczył wraz z bratem Pawłem (1798–1840) rodzinne imperium przemysłowe, które dawało horrendalną sumę 5 mln rubli w złocie rocznego zysku, i zaczął nim współkierować w wieku lat 16, czyniąc to na odległość z Paryża, co wywołało głębokie niezadowolenie cara Mikołaja I. W latach 1837–1840 Demidow zorganizował i sfinansował francuską ekspedycję naukową do południowej Rosji i na Krym, która odkryła nowe złoża węgla kamiennego, ale i ta inicjatywa nie uzyskała uznania w oczach cara, któremu nie podobało się, że do udziału w ekspedycji nie zaproszono ani jednego uczonego rosyjskiego.
Po powrocie z Rosji Demidow mieszkał głównie w Paryżu i w swej florenckiej willi San Donato, gdzie zgromadził bezcenne zbiory sztuki, klejnotów i drogich kamieni oraz "napoleoników" – w tym czasie rozwinęła się w nim pasja do wszystkiego, co dotyczyło wielkiego Korsykanina (co także budziło antypatię Mikołaja I). Idąc chyba bardziej za tą pasją niż za głosem serca Anatoli poślubił 1 listopada 1840 bratanicę Napoleona, Matyldę Letycję Bonaparte. Dbając o to, by nie straciła swego tytułu książęcego, uzyskał po przekazaniu sowitych darów na cele charytatywne tytuł księcia di San Donato, nadany mu przez wielkiego księcia Toskanii, co jeszcze bardziej rozwścieczyło cara, tak że Demidow nigdy nie został rosyjskim kniaziem.
W roku 1841 małżonkowie pojechali do Petersburga, by ułagodzić cara, ale gwałtowny temperament obojga wywoływał głębokie konflikty, podsycane jeszcze przez intrygi dworu carskiego - doszło nawet do tego, że Anatoli publicznie spoliczkował Matyldę, czego mu dumna "napoleonidka" nigdy nie wybaczyła. Zabrała jego kolekcję klejnotów i powróciła do Paryża. W roku 1847 Matylda uzyskała z pomocą Mikołaja I rozwód, przy czym przyznano jej roczną rentę w wysokości 200 000 franków w złocie. Klejnotów mimo protestów Anatola nigdy nie zwróciła.
Resztę życia oboje spędzili w Paryżu, nie widując się. Demidow nigdy się ponownie nie ożenił, ale miał liczne romanse, m.in. z Marią Kalergis. Zmarł na zapalenie płuc w 57 roku życia. Posiada we Florencji pomnik na Piazza Demidoff.